# Anne van de Wiel
Anne van de Wiel (* 4. Juni 1997) ist eine niederländische Leichtathletin, die im Siebenkampf sowie im Sprint an den Start geht. Mit der niederländischen 4-mal-400-Meter-Staffel wurde sie 2024 in Rom Europameisterin.

## Sportliche Laufbahn
Erste internationale Erfahrungen sammelte Anne van de Wiel im Jahr 2024, als sie bei den Europameisterschaften in Rom im Vorlauf der 4-mal-400-Meter-Staffel zum Einsatz kam und damit zum Gewinn der Goldmedaille beitrug.
In den Jahren 2019 und 2020 wurde van de Wiel niederländische Meisterin im Siebenkampf.

## Persönliche Bestleistungen
- 400 Meter: 52,54 s, 25. Mai 2024 in Brüssel
  - 400 Meter (Halle): 53,96 s, 17. Februar 2024 in Apeldoorn
- Siebenkampf: 5756 Punkte, 6. September 2020 in Emmeloord
  - Fünfkampf (Halle): 4154 Punkte, 9. Februar 2020 in Apeldoorn